# Campana GFM

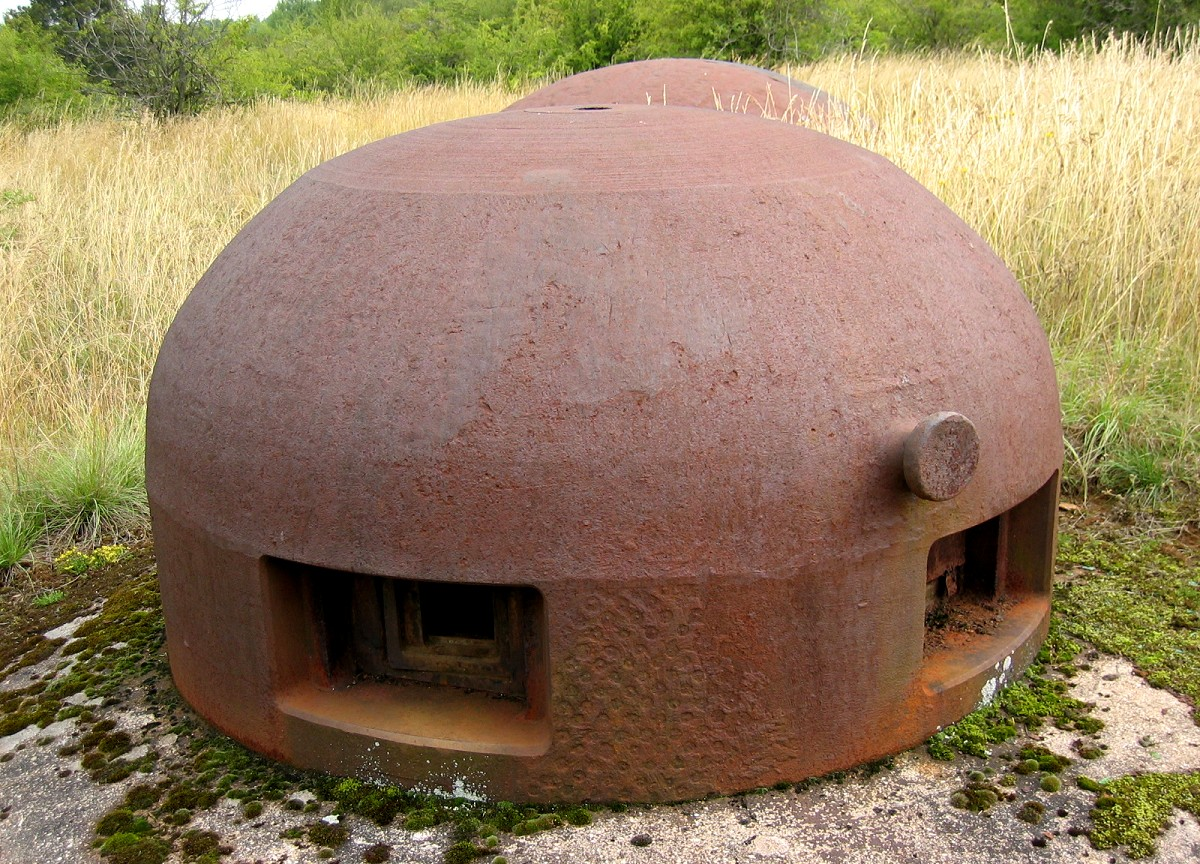
Campana GFM en el "Ouvrage de Molvange".

La campana GFM fue uno de los dispositivos defensivos más comunes en la Línea Maginot. Una cloche (campana, en francés) era una posición de tiro fija y que no se retraía, hecha de hierro moldeado para proteger a su ocupante. En comparación, las torretas pueden girar y a veces retraerse, dejando a la vista solo su parte superior.
GFM es el acrónimo de Guetteur et Fusil-Mitrailleur (mirador y fusil-ametrallador, en francés), que describe su propósito como un mirador y posición de tiro para armas ligeras. La mayoría de los búnkeres o casamatas de una fortificación de la Línea Maginot fueron equipados con varias cúpulas blindadas fijas o campanas. Las cúpulas fueron diseñadas para que los soldados puedar efectuar observaciones o repeler un ataque desde el interior del búnker con una cobertura máxima. El armamento de cada campana variaba significativamente, pero usualmente estaban equipadas con una combinación de: 
- ametralladoras ligeras o fusiles automáticos
- Mirillas
- Binoculares montados
- Un periscopio (situado en la parte superior de la campana)

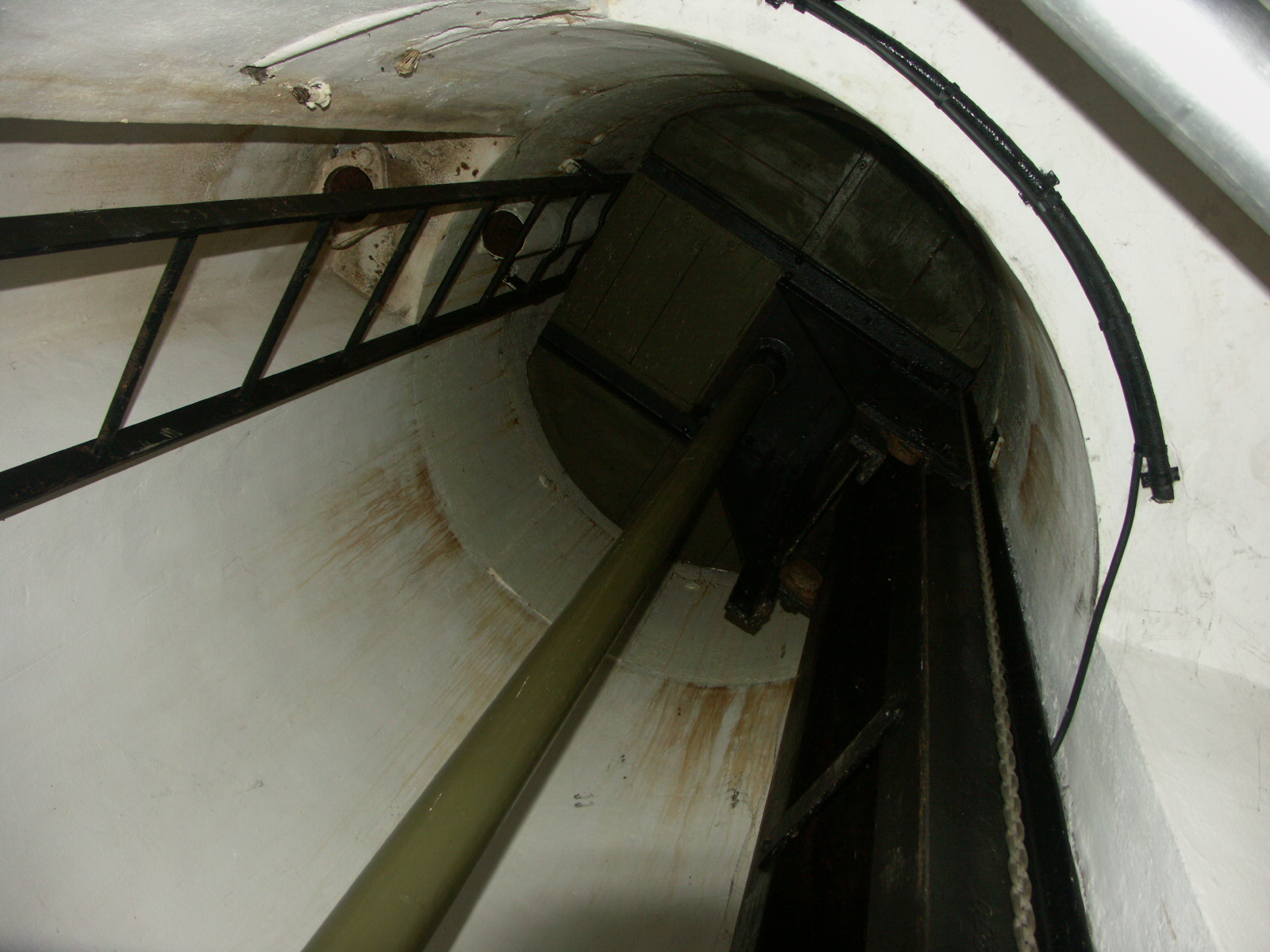
El interior de una campana GFM en el "Abri de Hatten".

- Un mortero de 50 mm

## Descripción
La campana consistía en dos secciones de hierro moldeado: un forro o base que se situaba sobre su correspondiente pozo circular en el búnker de concreto y la campana, que en el modelo de 1929 tenía una altura de 2,7 m y un diámetro de 1,6 m, sobresaliendo unos 0,52 m sobre un parapeto de concreto. El parapeto se inclinaba desde la campana para drenar el agua y permtir un campo de tiro inclinado. En el interior se encontraba una plataforma desde la cual su ocupante podía disparar a través de una de las varias troneras en la campana de 20 cm de espesor. Las troneras eran rectangulares y estaban equipadas con una variedad de obturadores, usualmente con escalones para desviar las balas de esta. Se podía acoplar una manguera al arma para sacar el humo de los disparos. Puntos de enganche tipo oreja sobresalían a cada lado de la porción expuesta de la campana.

## Variantes
La campana GFM tuvo dos tipos principales, cada uno con su grupo de subtipos. La campana Tipo A 1929 fue el modelo inicial, con una variante baja, una variante alta, una variante más ancha y un modelo que podía albergar dos soldados. La campana Tipo B 1934 tenía un mayor diámetro, con blindaje más grueso. Las troneras fueron rediseñadas para disparar a través de un afuste hemisférico que era más resistente al fuego enemigo. Algunas campanas Tipo A fueron equipadas con las nuevas troneras.

## Periscopio
Todas las campanas GFM tenían una abertura en su parte superior, a través de la cual se podía izar un periscopio.

## Véase también

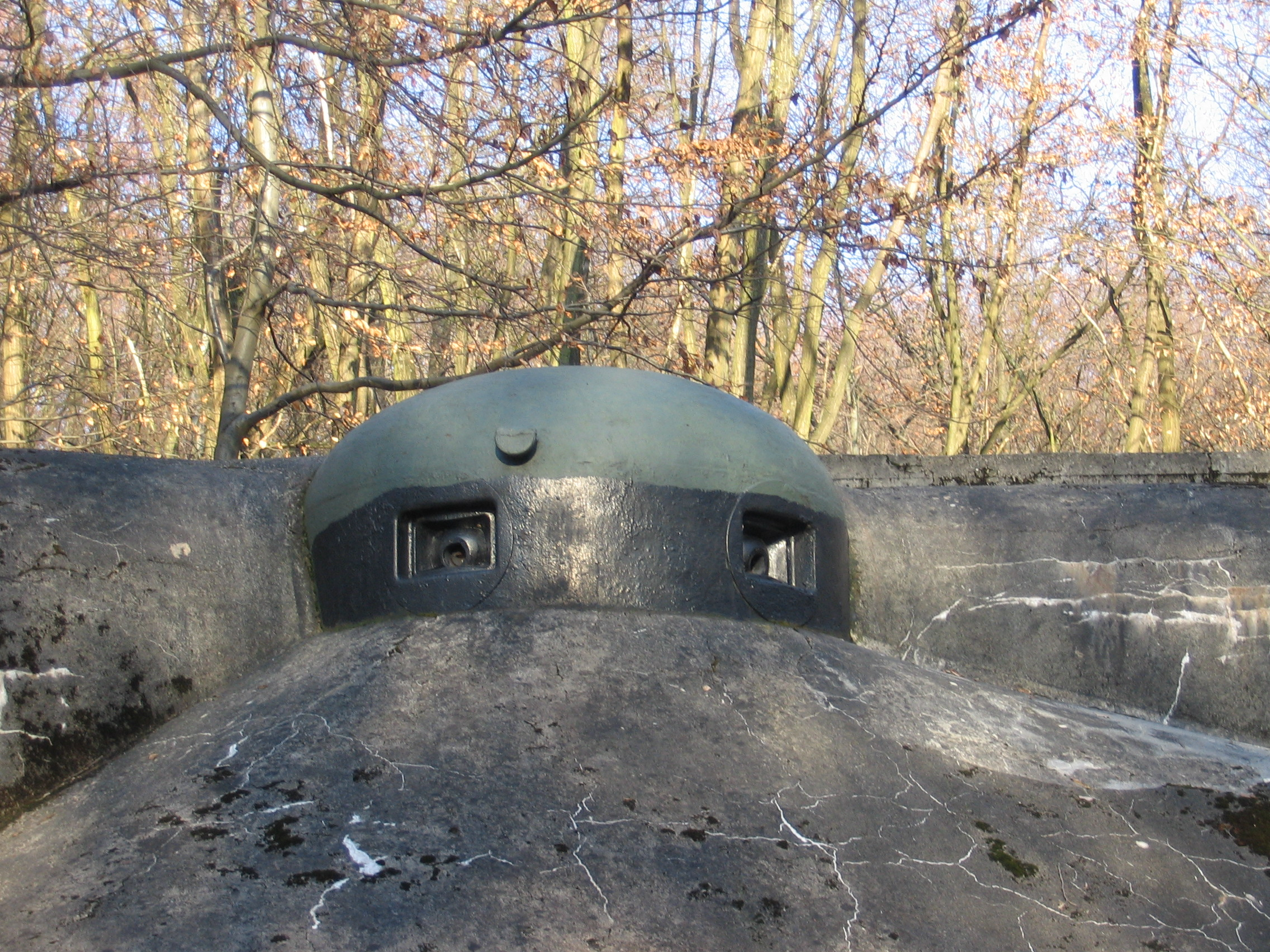
Campana GFM Tipo B, en el Ouvrage Schoenenbourg.